# بوستان ولایت (تهران)
بوستان ولایت با نام پیشین بوستان قلعه مرغی، بزرگ‌ترین پارک خاورمیانه است که در جنوب غربی شهر تهران قرار دارد. این بوستان در محل قبلی پادگان نظامی قلعه مرغی احداث شده‌است و از سال ۱۳۹۰، شرایط ورود عموم به این بوستان مهیا شد و سال ۱۳۹۱، به‌طور رسمی افتتاح شد.
بوستان ولایت به صورت دایره ای شکل ساخته شده و محلهٔ جوادیه، زمزم، نازی‌آباد، خانی‌آباد،یاخچی‌آباد و چند محلهٔ دیگر را به یکدیگر متصل می‌کند.
در حاشیهٔ پارک، فضای باز مناسبی برای انجام انواع ورزش‌ها فراهم شده که از نور پردازی مطلوبی برخوردار است و برق روشنایی قسمت عمده ای از بوستان ولایت نیز توسط پنل‌های خورشیدی تأمین می‌گردد.

## پوشش گیاهی
درختان و درختچه‌های مختلفی در این پارک توسط شهرداری تهران کاشته شد که از مهم‌ترین آنها می‌توان به «چنار، صنوبر، بیدمجنون، توت سفید، سیب سبز، کاج تهران، زیتون تلخ، بادام کوهی انجیر زرد و…» اشاره کرد.

## معرفی
این بوستان با وسعت ۳۰۰ هکتار بین مناطق ۱۹ و ۱۶ تهران قرار دارد و شامل چند ورودی در ضلع‌های مختلف و پارکینگ جهت ورود خودرو به پارک است. همچنین در سال‌های اخیر، پارک شهربانو ویژه بانوان و کتابخانه علامه امینی در این بوستان ساخته شده‌است. پارک بانوان این مجموعه شامل سالن آرایشگاه، باشگاه ورزشی، پیست دوچرخه سواری، کافی شاپ و کتابخانه نیز می‌باشد.
نزدیکترین ایستگاه‌های مترو به بوستان ولایت، ایستگاه متروی زمزم و ایستگاه متروی شهرک شریعتی در خط ۳ متروی تهران است.

## پارک بانوان
بوستان شهربانو بخشی از بوستان بزرگ ولایت است که در تیرماه ۱۳۹۰ به مساحت ۶ هکتار افتتاح شد.
امکانات
بوستان شهربانو مجموعه امکانات ورزشی و تفریحی ویژه زن‌ها را فراهم آورده‌است. بخشی از فضای مجموعه شهربانوی بوستان ولایت به زمین چمن فوتبال و ۲۱۰۰ متر به زمین روباز ورزشی، اختصاص یافته‌است. همچنین این بوستان دارای پیست کارتینگ اتومبیل‌رانی و پیست دوچرخه‌سواری ویژه استفاده بانوان است. بخش دیگری از مجموعه شهربانو را فروشگاه تشکیل می‌دهد که به عرضه کالاهای موردنیاز خانم‌ها، محصولات فرهنگی و ورزشی می‌پردازد. گالری هنری با ۴۰۰ متر از امکان‌های فرهنگی این مجموعه است. راه‌اندازی مجموعه مرکزی دیجیتال در ضلع جنوبی شهربانو و همچنین گروه‌های مشاوره در بیش از ۲۴ موضوع مختلف مانند مشاوره سلامت روحی و روانی، بهداشت، همسرداری، خانواده، نشاط و شادابی از دیگر امکانات این مجموعه است. همچنین در گزارشی دیگر امکانات این مجموعه به این شرح معرفی شده‌است؛ دارای ۲۰ ساختمان هنری، مذهبی، فرهنگی، اجتماعی و ورزشی شامل سالن ورزش سرپوشیده با سکوی ویژه تماشاگر تا ۱۵۰ نفر، سالن ورزش‌های رزمی، استخر بانوان، سالن همایش و سینما، سالن مد و لباس، مرکز زیبایی، گالری آزاد هنری، فروشگاه ویژه عرضه محصولات، مهدکودک، پیست دوچرخه سواری، کارتینگ اتومبیل‌رانی، مرکز مشاوره، مرکز آموزش آشپزخانه و رستوران، آبنما و رواق استراحت بانوان.
مرکز کوثر و فعالیت‌های جانبی
در بوستان شهربانو علاوه بر امکانات یاد شده دارای دو مرکز مهارت آموزی کوثر است. این دو مرکز با هدف توانمند سازی بانوان سرپرست خانوار در قالب آموزش و ایجاد اشتغال در مجموعه شهربانوی بوستان بزرگ ولایت راه اندازی شده‌است. هر کدام از مراکز جدید ظرفیت اشتغال‌زایی برای بیش از ۳۰ نفر را دارند. ضمن اینکه امکان آموزش و ایجاد اشتغال خانگی برای ۱۰۰ بانو نیز در این مراکز فراهم شده‌است.
همچنین برگزاری جشنواره‌های مناسبتی دینی و ملی از دیگر فعالیت‌های این بوستان است.